# كوبوارا
كوبوارا رمزها «KU» (بالإنجليزية: Kupwara) ، هو تقسيم إداري لدولة الهند تتبع ولاية جامو وكشمير (بالإنجليزية: Jammu  and  Kashmir) ، عدد سكانها حسب تعداد سنة 2001 هو 650,393 ، مساحتها 875,564 كم² وكثافة السكان 2,379 لكل كم² .